# Sekundærrute 463
Sekundærrute 463 er en rutenummereret landevej mellem Esbjergmotorvejen og Sekundærrute 431 ved Billum. I Esbjerg Kommune hedder den "Vestkystvej" og i Varde Kommune "Tarphagevej". Mellem Esbjergmotorvejen og Kravnsø ved Esbjerg Golfklub er den motortrafikvej. Det første stykke fra Esbjergmotorvejen deles med primærrute 12.
Vejen starter i Esbjergmotorvejen E20 og føres derefter mod nord, den passerer Storebæltsvej, hvor der er forbindelse til Kjersing og Esbjerg NV ved det vestlige erhvervsområde. Derefter passerer vejen Tarp Hovedvej i et tilslutningsanlæg med frakørsel til Varde og Tarp. Vejen forsætter som sekundærrute 463 og passerer Tarphagevej hvor der er forbindelse til Esbjerg N, Hjerting og Guldager. Derefter passerer den Hjerting Landevej hvor der er forbindelse til Hjerting. Motortrafikvejen ender ved Kravnsø, hvor Vestkystvej fortsætter til Tarphagebroen. På broen skifter rute 463 navn til Tarphagevej og fortsætter mod Billum, hvor den ender i en rundkørsel lige uden for Billum. 
Vestkystvej udgør 12,5 km af den samlede strækning på ca. 18 km.
|  | Denne artikel om lokaliteten Sekundærrute 463 kan blive bedre, hvis der indsættes et (bedre) billede. Du kan hjælpe ved at afsøge Wikimedia Commons for et passende billede eller lægge et op på Wikimedia Commons med en af de tilladte licenser og indsætte det i artiklen. |

| Trafik | Spire Denne trafikartikel er en spire som bør udbygges. Du er velkommen til at hjælpe Wikipedia ved at udvide den. |

55°32′27″N 8°23′59″Ø / 55.5407°N 8.3996°Ø